# OR Андромеды
OR Андромеды (лат. OR Andromedae) — двойная новоподобная катаклизмическая переменная звезда (NL) в созвездии Андромеды на расстоянии приблизительно 4747 световых лет (около 1455 парсеков) от Солнца. Видимая звёздная величина звезды — от менее +17,5m до +14,3m. Орбитальный период — около 195,7 минут (3,2617 часов).

## Характеристики
Первый компонент — аккрецирующий белый карлик спектрального класса pec(UG). Эффективная температура — около 9603 K.